# Vittorio Della Chiesa di Cinzano e di Roddi
Vittorio Giuseppe Maria Della Chiesa Cinzano conte di Roddi (Torino, 25 marzo 1748 – Torino, 15 agosto 1826) è stato un generale italiano, che fu insignito da re Vittorio Emanuele I del Collare dell'Ordine supremo della Santissima Annunziata.

## Biografia
Nacque a Torino il 25 marzo 1748, figlio di Gaspare Filippo Francesco (1716-1772) e di Teresa Seyssel d'Aix. Arruolatosi giovanissimo nell'Armata Sarda fu assegnato alla cavalleria. Nel 1781 fu nominato cornetta della 2ª Compagnia Guardie del Corpo del Re, e nel 1789 fu promosso tenente colonnello, e poi colonnello di cavalleria e luogotenente nella 2ª Compagnia delle Guardie del Corpo.
Il 30 agosto 1793 venne nominato brigadiere di cavalleria, e il 14 marzo 1796 venne promosso maggior generale di cavalleria.  Il 26 aprile 1800 è nominato comandante generale del Corpo Reale dei Volontari della Città di Torino al servizio degli austro-russi. 
Dopo la restaurazione, il 1º maggio 1814 venne confermato luogotenente nella 2ª compagnia delle Guardie del Corpo de Re e comandante della guardia urbana di Torino. Il 4 gennaio 1815 fu promosso generale di cavalleria delle Regie Armate e Ispettore generale della cavalleria, e il 1 novembre 1815, viene insignito da re Vittorio Emanuele I del Collare dell'Ordine supremo della Santissima Annunziata. Nominato Gran maestro della Real Casa, confermato successivamente da re Carlo Felice, ricoprì questo incarico fino alla sua morte, avvenuta a Torino il 15 agosto 1826. Fu anche presidente dei Direttori della Congregazione primaria generalissima di carità.

### Fonti
1. 1 2 3 4 5  Ilari, Shamà 2008, p. 187.
2. 1 2 3 4  Lo Faso di Serradifalco 2016, p. 132.
3. 1 2   Calendario generale pe' regii stati, 1824,  p. 472. URL consultato il 12 marzo 2021.
4. ↑   Raccolta per ordine di materie delle leggi, provvidenze, editti ..., Volume 1, 1818,  p. 205. URL consultato il 12 marzo 2021.